# Last Christmas
Last Christmas is een single en kerstlied van het Britse popduo Wham! uitgebracht door Epic Records eind 1984.

## Wham!
Last Christmas staat op een dubbele A-zijde met het nummer Everything She Wants van het Britse popduo Wham! Het nummer werd geschreven door George Michael. Wham! was in 1984 veelvuldig te vinden in de UK Singles Chart. Last Christmas was Wham!'s troef in de gooi naar de eerste plaats in de hitlijst. In de race om de nummer 1 met kerst 1984 leek de grote concurrent Frankie Goes To Hollywood, die dat jaar een nummer-één-hit behaalden met het nummer The Power of Love. Last Christmas werd voorbijgestreefd door Band Aid. Last Christmas heeft desondanks de status van "kerstklassieker".
In de videoclip zien we George Michael en Andrew Ridgeley de kerstdagen doorbrengen in de wintersportplaats Saas-Fee, Zwitserland. In Nederland werd de videoclip destijds op televisie uitgezonden door de popprogramma's AVRO's Toppop, Countdown van Veronica en Popformule van de TROS.
Het nummer is regelmatig gecoverd.
Op vrijdagavond 10 juni 2011 draaiden Gerard Ekdom en Michiel Veenstra de plaat tijdens hun radioprogramma Ekstra Weekend op 3FM als eerbetoon aan het op dat moment met volle kracht intredende slechte Nederlandse weer. Als gevolg hiervan werd Last Christmas wereldwijd trending op Twitter.

### Nederlandse en Belgische hitparades
In Nederland werd het nummer 22 keer een hit. Dit is een absoluut record in de Nederlandse hitlijsten. Toen de plaat eind 1984 werd uitgebracht, werd de plaat op maandag 3 december 1984 verkozen tot 248e AVRO's Radio en TV-Tip op Hilversum 3 en zorgde met kerst 1984 voor de unieke situatie dat er samen met Frankie Goes to Hollywood, Queen, Paul McCartney en Band Aid 5 Britse aan kerst gerelateerde popsongs in de hitlijsten stonden. Last Christmas werd een hit in de destijds drie landelijke hitlijsten op de nationale publieke popzender en bereikte in zowel de Nederlandse Top 40, de Nationale Hitparade als de TROS Top 50 de 2e positie. In de Europese hitlijst op Hilversum 3, de TROS Europarade, bereikte de plaat de 3e positie.
In België bereikte de plaat de 2e positie in zowel de voorloper van de Vlaamse Ultratop 50 als de Vlaamse Radio 2 Top 30 en de Waalse hitlijst. 
In de periode 2006 tot en met 2019 werd de single door vele downloads en streaming opnieuw een hit in Nederland in zowel de Nederlandse Top 40 als de Mega Top 50, de B2B Single Top 100 en de 538 Top 50. Het is de op drie na langst genoteerde single in de Nederlandse hitlijsten.

### Hitnoteringen

#### Nederlandse Top 40
| Hitnotering (week 1 t/m 9): 15-12-1984 t/m 16-02-1985 Hitnotering (week 10 t/m 13): 20-12-1997 t/m 17-01-1998 | Hitnotering (week 1 t/m 9): 15-12-1984 t/m 16-02-1985 Hitnotering (week 10 t/m 13): 20-12-1997 t/m 17-01-1998 | Hitnotering (week 1 t/m 9): 15-12-1984 t/m 16-02-1985 Hitnotering (week 10 t/m 13): 20-12-1997 t/m 17-01-1998 | Hitnotering (week 1 t/m 9): 15-12-1984 t/m 16-02-1985 Hitnotering (week 10 t/m 13): 20-12-1997 t/m 17-01-1998 | Hitnotering (week 1 t/m 9): 15-12-1984 t/m 16-02-1985 Hitnotering (week 10 t/m 13): 20-12-1997 t/m 17-01-1998 | Hitnotering (week 1 t/m 9): 15-12-1984 t/m 16-02-1985 Hitnotering (week 10 t/m 13): 20-12-1997 t/m 17-01-1998 | Hitnotering (week 1 t/m 9): 15-12-1984 t/m 16-02-1985 Hitnotering (week 10 t/m 13): 20-12-1997 t/m 17-01-1998 | Hitnotering (week 1 t/m 9): 15-12-1984 t/m 16-02-1985 Hitnotering (week 10 t/m 13): 20-12-1997 t/m 17-01-1998 | Hitnotering (week 1 t/m 9): 15-12-1984 t/m 16-02-1985 Hitnotering (week 10 t/m 13): 20-12-1997 t/m 17-01-1998 | Hitnotering (week 1 t/m 9): 15-12-1984 t/m 16-02-1985 Hitnotering (week 10 t/m 13): 20-12-1997 t/m 17-01-1998 | Hitnotering (week 1 t/m 9): 15-12-1984 t/m 16-02-1985 Hitnotering (week 10 t/m 13): 20-12-1997 t/m 17-01-1998 | Hitnotering (week 1 t/m 9): 15-12-1984 t/m 16-02-1985 Hitnotering (week 10 t/m 13): 20-12-1997 t/m 17-01-1998 | Hitnotering (week 1 t/m 9): 15-12-1984 t/m 16-02-1985 Hitnotering (week 10 t/m 13): 20-12-1997 t/m 17-01-1998 | Hitnotering (week 1 t/m 9): 15-12-1984 t/m 16-02-1985 Hitnotering (week 10 t/m 13): 20-12-1997 t/m 17-01-1998 | Hitnotering (week 1 t/m 9): 15-12-1984 t/m 16-02-1985 Hitnotering (week 10 t/m 13): 20-12-1997 t/m 17-01-1998 | Hitnotering (week 1 t/m 9): 15-12-1984 t/m 16-02-1985 Hitnotering (week 10 t/m 13): 20-12-1997 t/m 17-01-1998 |
| Week: | 1 | 2 | 3 | 4 | 5 | 6 | 7 | 8 | 9 | | 10 | 11 | 12 | 13 | |
| --- | --- | --- | --- | --- | --- | --- | --- | --- | --- | --- | --- | --- | --- | --- | --- |
| Positie: | 18 | 5 | 2 | 2 | 3 | 6 | 7 | 10 | 23 | uit | 28 | 21 | 29 | 38 | uit |

#### Nationale Hitparade/Nationale Hitparade Top 100/Nationale Top 100/Mega Top 100/Mega Top 50 / B2B Top 100/ NederlandseSingle Top 100
| Hitnotering (week 1 t/m 12): 15-12-1984 t/m 02-03-1985 Hitnotering (week 13 t/m 18): 10-12-1988 t/m 21-01-1989 Hitnotering (week 19 t/m 21): 16-12-1989 t/m 06-01-1990 Hitnotering (week 22 t/m 27): 06-12-1997 t/m 17-01-1998 Hitnotering (week 28 t/m 29): 08-01-2000 t/m 15-01-2000 Hitnotering (week 30 t/m 31): 16-12-2000 t/m 23-12-2000 Hitnotering (week 32 t/m 33): 06-01-2001 t/m 13-01-2001 Hitnotering (week 34 t/m 37): 20-12-2003 t/m 10-01-2004 Hitnotering (week 38 t/m 39): 25-12-2004 t/m 01-01-2005 Hitnotering (week 40 t/m 43): 16-12-2006 t/m 06-01-2007 Hitnotering (week 44 t/m 47): 15-12-2007 t/m 05-01-2008 Hitnotering (week 48 t/m 51): 13-12-2008 t/m 03-01-2009 Hitnotering (week 52 t/m 55): 12-12-2009 t/m 02-01-2010 Hitnotering (week 56 t/m 59): 11-12-2010 t/m 01-01-2011 Hitnotering (week 60 t/m 63): 10-12-2011 t/m 31-12-2011 Hitnotering (week 64 t/m 67): 08-12-2012 t/m 29-12-2012 Hitnotering (week 68 t/m 70): 14-12-2013 t/m 28-12-2013 Hitnotering (week 71 t/m 74): 13-12-2014 t/m 03-01-2015 Hitnotering (week 75 t/m 78): 12-12-2015 t/m 02-01-2016 Hitnotering (week 79 t/m 82): 10-12-2016 t/m 31-12-2016 Hitnotering (week 83 t/m 87): 02-12-2017 t/m 30-12-2017 Hitnotering (week 88 t/m 92): 01-12-2018 t/m 29-12-2018 Hitnotering (week 93 t/m 98): 23-11-2019 t/m 28-12-2019 Hitnotering (week 99 t/m 106): 14-11-2020 t/m 02-01-2021 Hitnotering (week 107 t/m 113): 20-11-2021 t/m 01-01-2022 Hitnotering (week 114 t/m 121): 12-11-2022 t/m 31-12-2022 Hitnotering (week 122 t/m 130): 04-11-2023 t/m 30-12-2023 Hitnotering (week 131 t/m heden): 09-11-2024 t/m heden | Hitnotering (week 1 t/m 12): 15-12-1984 t/m 02-03-1985 Hitnotering (week 13 t/m 18): 10-12-1988 t/m 21-01-1989 Hitnotering (week 19 t/m 21): 16-12-1989 t/m 06-01-1990 Hitnotering (week 22 t/m 27): 06-12-1997 t/m 17-01-1998 Hitnotering (week 28 t/m 29): 08-01-2000 t/m 15-01-2000 Hitnotering (week 30 t/m 31): 16-12-2000 t/m 23-12-2000 Hitnotering (week 32 t/m 33): 06-01-2001 t/m 13-01-2001 Hitnotering (week 34 t/m 37): 20-12-2003 t/m 10-01-2004 Hitnotering (week 38 t/m 39): 25-12-2004 t/m 01-01-2005 Hitnotering (week 40 t/m 43): 16-12-2006 t/m 06-01-2007 Hitnotering (week 44 t/m 47): 15-12-2007 t/m 05-01-2008 Hitnotering (week 48 t/m 51): 13-12-2008 t/m 03-01-2009 Hitnotering (week 52 t/m 55): 12-12-2009 t/m 02-01-2010 Hitnotering (week 56 t/m 59): 11-12-2010 t/m 01-01-2011 Hitnotering (week 60 t/m 63): 10-12-2011 t/m 31-12-2011 Hitnotering (week 64 t/m 67): 08-12-2012 t/m 29-12-2012 Hitnotering (week 68 t/m 70): 14-12-2013 t/m 28-12-2013 Hitnotering (week 71 t/m 74): 13-12-2014 t/m 03-01-2015 Hitnotering (week 75 t/m 78): 12-12-2015 t/m 02-01-2016 Hitnotering (week 79 t/m 82): 10-12-2016 t/m 31-12-2016 Hitnotering (week 83 t/m 87): 02-12-2017 t/m 30-12-2017 Hitnotering (week 88 t/m 92): 01-12-2018 t/m 29-12-2018 Hitnotering (week 93 t/m 98): 23-11-2019 t/m 28-12-2019 Hitnotering (week 99 t/m 106): 14-11-2020 t/m 02-01-2021 Hitnotering (week 107 t/m 113): 20-11-2021 t/m 01-01-2022 Hitnotering (week 114 t/m 121): 12-11-2022 t/m 31-12-2022 Hitnotering (week 122 t/m 130): 04-11-2023 t/m 30-12-2023 Hitnotering (week 131 t/m heden): 09-11-2024 t/m heden | Hitnotering (week 1 t/m 12): 15-12-1984 t/m 02-03-1985 Hitnotering (week 13 t/m 18): 10-12-1988 t/m 21-01-1989 Hitnotering (week 19 t/m 21): 16-12-1989 t/m 06-01-1990 Hitnotering (week 22 t/m 27): 06-12-1997 t/m 17-01-1998 Hitnotering (week 28 t/m 29): 08-01-2000 t/m 15-01-2000 Hitnotering (week 30 t/m 31): 16-12-2000 t/m 23-12-2000 Hitnotering (week 32 t/m 33): 06-01-2001 t/m 13-01-2001 Hitnotering (week 34 t/m 37): 20-12-2003 t/m 10-01-2004 Hitnotering (week 38 t/m 39): 25-12-2004 t/m 01-01-2005 Hitnotering (week 40 t/m 43): 16-12-2006 t/m 06-01-2007 Hitnotering (week 44 t/m 47): 15-12-2007 t/m 05-01-2008 Hitnotering (week 48 t/m 51): 13-12-2008 t/m 03-01-2009 Hitnotering (week 52 t/m 55): 12-12-2009 t/m 02-01-2010 Hitnotering (week 56 t/m 59): 11-12-2010 t/m 01-01-2011 Hitnotering (week 60 t/m 63): 10-12-2011 t/m 31-12-2011 Hitnotering (week 64 t/m 67): 08-12-2012 t/m 29-12-2012 Hitnotering (week 68 t/m 70): 14-12-2013 t/m 28-12-2013 Hitnotering (week 71 t/m 74): 13-12-2014 t/m 03-01-2015 Hitnotering (week 75 t/m 78): 12-12-2015 t/m 02-01-2016 Hitnotering (week 79 t/m 82): 10-12-2016 t/m 31-12-2016 Hitnotering (week 83 t/m 87): 02-12-2017 t/m 30-12-2017 Hitnotering (week 88 t/m 92): 01-12-2018 t/m 29-12-2018 Hitnotering (week 93 t/m 98): 23-11-2019 t/m 28-12-2019 Hitnotering (week 99 t/m 106): 14-11-2020 t/m 02-01-2021 Hitnotering (week 107 t/m 113): 20-11-2021 t/m 01-01-2022 Hitnotering (week 114 t/m 121): 12-11-2022 t/m 31-12-2022 Hitnotering (week 122 t/m 130): 04-11-2023 t/m 30-12-2023 Hitnotering (week 131 t/m heden): 09-11-2024 t/m heden | Hitnotering (week 1 t/m 12): 15-12-1984 t/m 02-03-1985 Hitnotering (week 13 t/m 18): 10-12-1988 t/m 21-01-1989 Hitnotering (week 19 t/m 21): 16-12-1989 t/m 06-01-1990 Hitnotering (week 22 t/m 27): 06-12-1997 t/m 17-01-1998 Hitnotering (week 28 t/m 29): 08-01-2000 t/m 15-01-2000 Hitnotering (week 30 t/m 31): 16-12-2000 t/m 23-12-2000 Hitnotering (week 32 t/m 33): 06-01-2001 t/m 13-01-2001 Hitnotering (week 34 t/m 37): 20-12-2003 t/m 10-01-2004 Hitnotering (week 38 t/m 39): 25-12-2004 t/m 01-01-2005 Hitnotering (week 40 t/m 43): 16-12-2006 t/m 06-01-2007 Hitnotering (week 44 t/m 47): 15-12-2007 t/m 05-01-2008 Hitnotering (week 48 t/m 51): 13-12-2008 t/m 03-01-2009 Hitnotering (week 52 t/m 55): 12-12-2009 t/m 02-01-2010 Hitnotering (week 56 t/m 59): 11-12-2010 t/m 01-01-2011 Hitnotering (week 60 t/m 63): 10-12-2011 t/m 31-12-2011 Hitnotering (week 64 t/m 67): 08-12-2012 t/m 29-12-2012 Hitnotering (week 68 t/m 70): 14-12-2013 t/m 28-12-2013 Hitnotering (week 71 t/m 74): 13-12-2014 t/m 03-01-2015 Hitnotering (week 75 t/m 78): 12-12-2015 t/m 02-01-2016 Hitnotering (week 79 t/m 82): 10-12-2016 t/m 31-12-2016 Hitnotering (week 83 t/m 87): 02-12-2017 t/m 30-12-2017 Hitnotering (week 88 t/m 92): 01-12-2018 t/m 29-12-2018 Hitnotering (week 93 t/m 98): 23-11-2019 t/m 28-12-2019 Hitnotering (week 99 t/m 106): 14-11-2020 t/m 02-01-2021 Hitnotering (week 107 t/m 113): 20-11-2021 t/m 01-01-2022 Hitnotering (week 114 t/m 121): 12-11-2022 t/m 31-12-2022 Hitnotering (week 122 t/m 130): 04-11-2023 t/m 30-12-2023 Hitnotering (week 131 t/m heden): 09-11-2024 t/m heden | Hitnotering (week 1 t/m 12): 15-12-1984 t/m 02-03-1985 Hitnotering (week 13 t/m 18): 10-12-1988 t/m 21-01-1989 Hitnotering (week 19 t/m 21): 16-12-1989 t/m 06-01-1990 Hitnotering (week 22 t/m 27): 06-12-1997 t/m 17-01-1998 Hitnotering (week 28 t/m 29): 08-01-2000 t/m 15-01-2000 Hitnotering (week 30 t/m 31): 16-12-2000 t/m 23-12-2000 Hitnotering (week 32 t/m 33): 06-01-2001 t/m 13-01-2001 Hitnotering (week 34 t/m 37): 20-12-2003 t/m 10-01-2004 Hitnotering (week 38 t/m 39): 25-12-2004 t/m 01-01-2005 Hitnotering (week 40 t/m 43): 16-12-2006 t/m 06-01-2007 Hitnotering (week 44 t/m 47): 15-12-2007 t/m 05-01-2008 Hitnotering (week 48 t/m 51): 13-12-2008 t/m 03-01-2009 Hitnotering (week 52 t/m 55): 12-12-2009 t/m 02-01-2010 Hitnotering (week 56 t/m 59): 11-12-2010 t/m 01-01-2011 Hitnotering (week 60 t/m 63): 10-12-2011 t/m 31-12-2011 Hitnotering (week 64 t/m 67): 08-12-2012 t/m 29-12-2012 Hitnotering (week 68 t/m 70): 14-12-2013 t/m 28-12-2013 Hitnotering (week 71 t/m 74): 13-12-2014 t/m 03-01-2015 Hitnotering (week 75 t/m 78): 12-12-2015 t/m 02-01-2016 Hitnotering (week 79 t/m 82): 10-12-2016 t/m 31-12-2016 Hitnotering (week 83 t/m 87): 02-12-2017 t/m 30-12-2017 Hitnotering (week 88 t/m 92): 01-12-2018 t/m 29-12-2018 Hitnotering (week 93 t/m 98): 23-11-2019 t/m 28-12-2019 Hitnotering (week 99 t/m 106): 14-11-2020 t/m 02-01-2021 Hitnotering (week 107 t/m 113): 20-11-2021 t/m 01-01-2022 Hitnotering (week 114 t/m 121): 12-11-2022 t/m 31-12-2022 Hitnotering (week 122 t/m 130): 04-11-2023 t/m 30-12-2023 Hitnotering (week 131 t/m heden): 09-11-2024 t/m heden | Hitnotering (week 1 t/m 12): 15-12-1984 t/m 02-03-1985 Hitnotering (week 13 t/m 18): 10-12-1988 t/m 21-01-1989 Hitnotering (week 19 t/m 21): 16-12-1989 t/m 06-01-1990 Hitnotering (week 22 t/m 27): 06-12-1997 t/m 17-01-1998 Hitnotering (week 28 t/m 29): 08-01-2000 t/m 15-01-2000 Hitnotering (week 30 t/m 31): 16-12-2000 t/m 23-12-2000 Hitnotering (week 32 t/m 33): 06-01-2001 t/m 13-01-2001 Hitnotering (week 34 t/m 37): 20-12-2003 t/m 10-01-2004 Hitnotering (week 38 t/m 39): 25-12-2004 t/m 01-01-2005 Hitnotering (week 40 t/m 43): 16-12-2006 t/m 06-01-2007 Hitnotering (week 44 t/m 47): 15-12-2007 t/m 05-01-2008 Hitnotering (week 48 t/m 51): 13-12-2008 t/m 03-01-2009 Hitnotering (week 52 t/m 55): 12-12-2009 t/m 02-01-2010 Hitnotering (week 56 t/m 59): 11-12-2010 t/m 01-01-2011 Hitnotering (week 60 t/m 63): 10-12-2011 t/m 31-12-2011 Hitnotering (week 64 t/m 67): 08-12-2012 t/m 29-12-2012 Hitnotering (week 68 t/m 70): 14-12-2013 t/m 28-12-2013 Hitnotering (week 71 t/m 74): 13-12-2014 t/m 03-01-2015 Hitnotering (week 75 t/m 78): 12-12-2015 t/m 02-01-2016 Hitnotering (week 79 t/m 82): 10-12-2016 t/m 31-12-2016 Hitnotering (week 83 t/m 87): 02-12-2017 t/m 30-12-2017 Hitnotering (week 88 t/m 92): 01-12-2018 t/m 29-12-2018 Hitnotering (week 93 t/m 98): 23-11-2019 t/m 28-12-2019 Hitnotering (week 99 t/m 106): 14-11-2020 t/m 02-01-2021 Hitnotering (week 107 t/m 113): 20-11-2021 t/m 01-01-2022 Hitnotering (week 114 t/m 121): 12-11-2022 t/m 31-12-2022 Hitnotering (week 122 t/m 130): 04-11-2023 t/m 30-12-2023 Hitnotering (week 131 t/m heden): 09-11-2024 t/m heden | Hitnotering (week 1 t/m 12): 15-12-1984 t/m 02-03-1985 Hitnotering (week 13 t/m 18): 10-12-1988 t/m 21-01-1989 Hitnotering (week 19 t/m 21): 16-12-1989 t/m 06-01-1990 Hitnotering (week 22 t/m 27): 06-12-1997 t/m 17-01-1998 Hitnotering (week 28 t/m 29): 08-01-2000 t/m 15-01-2000 Hitnotering (week 30 t/m 31): 16-12-2000 t/m 23-12-2000 Hitnotering (week 32 t/m 33): 06-01-2001 t/m 13-01-2001 Hitnotering (week 34 t/m 37): 20-12-2003 t/m 10-01-2004 Hitnotering (week 38 t/m 39): 25-12-2004 t/m 01-01-2005 Hitnotering (week 40 t/m 43): 16-12-2006 t/m 06-01-2007 Hitnotering (week 44 t/m 47): 15-12-2007 t/m 05-01-2008 Hitnotering (week 48 t/m 51): 13-12-2008 t/m 03-01-2009 Hitnotering (week 52 t/m 55): 12-12-2009 t/m 02-01-2010 Hitnotering (week 56 t/m 59): 11-12-2010 t/m 01-01-2011 Hitnotering (week 60 t/m 63): 10-12-2011 t/m 31-12-2011 Hitnotering (week 64 t/m 67): 08-12-2012 t/m 29-12-2012 Hitnotering (week 68 t/m 70): 14-12-2013 t/m 28-12-2013 Hitnotering (week 71 t/m 74): 13-12-2014 t/m 03-01-2015 Hitnotering (week 75 t/m 78): 12-12-2015 t/m 02-01-2016 Hitnotering (week 79 t/m 82): 10-12-2016 t/m 31-12-2016 Hitnotering (week 83 t/m 87): 02-12-2017 t/m 30-12-2017 Hitnotering (week 88 t/m 92): 01-12-2018 t/m 29-12-2018 Hitnotering (week 93 t/m 98): 23-11-2019 t/m 28-12-2019 Hitnotering (week 99 t/m 106): 14-11-2020 t/m 02-01-2021 Hitnotering (week 107 t/m 113): 20-11-2021 t/m 01-01-2022 Hitnotering (week 114 t/m 121): 12-11-2022 t/m 31-12-2022 Hitnotering (week 122 t/m 130): 04-11-2023 t/m 30-12-2023 Hitnotering (week 131 t/m heden): 09-11-2024 t/m heden | Hitnotering (week 1 t/m 12): 15-12-1984 t/m 02-03-1985 Hitnotering (week 13 t/m 18): 10-12-1988 t/m 21-01-1989 Hitnotering (week 19 t/m 21): 16-12-1989 t/m 06-01-1990 Hitnotering (week 22 t/m 27): 06-12-1997 t/m 17-01-1998 Hitnotering (week 28 t/m 29): 08-01-2000 t/m 15-01-2000 Hitnotering (week 30 t/m 31): 16-12-2000 t/m 23-12-2000 Hitnotering (week 32 t/m 33): 06-01-2001 t/m 13-01-2001 Hitnotering (week 34 t/m 37): 20-12-2003 t/m 10-01-2004 Hitnotering (week 38 t/m 39): 25-12-2004 t/m 01-01-2005 Hitnotering (week 40 t/m 43): 16-12-2006 t/m 06-01-2007 Hitnotering (week 44 t/m 47): 15-12-2007 t/m 05-01-2008 Hitnotering (week 48 t/m 51): 13-12-2008 t/m 03-01-2009 Hitnotering (week 52 t/m 55): 12-12-2009 t/m 02-01-2010 Hitnotering (week 56 t/m 59): 11-12-2010 t/m 01-01-2011 Hitnotering (week 60 t/m 63): 10-12-2011 t/m 31-12-2011 Hitnotering (week 64 t/m 67): 08-12-2012 t/m 29-12-2012 Hitnotering (week 68 t/m 70): 14-12-2013 t/m 28-12-2013 Hitnotering (week 71 t/m 74): 13-12-2014 t/m 03-01-2015 Hitnotering (week 75 t/m 78): 12-12-2015 t/m 02-01-2016 Hitnotering (week 79 t/m 82): 10-12-2016 t/m 31-12-2016 Hitnotering (week 83 t/m 87): 02-12-2017 t/m 30-12-2017 Hitnotering (week 88 t/m 92): 01-12-2018 t/m 29-12-2018 Hitnotering (week 93 t/m 98): 23-11-2019 t/m 28-12-2019 Hitnotering (week 99 t/m 106): 14-11-2020 t/m 02-01-2021 Hitnotering (week 107 t/m 113): 20-11-2021 t/m 01-01-2022 Hitnotering (week 114 t/m 121): 12-11-2022 t/m 31-12-2022 Hitnotering (week 122 t/m 130): 04-11-2023 t/m 30-12-2023 Hitnotering (week 131 t/m heden): 09-11-2024 t/m heden | Hitnotering (week 1 t/m 12): 15-12-1984 t/m 02-03-1985 Hitnotering (week 13 t/m 18): 10-12-1988 t/m 21-01-1989 Hitnotering (week 19 t/m 21): 16-12-1989 t/m 06-01-1990 Hitnotering (week 22 t/m 27): 06-12-1997 t/m 17-01-1998 Hitnotering (week 28 t/m 29): 08-01-2000 t/m 15-01-2000 Hitnotering (week 30 t/m 31): 16-12-2000 t/m 23-12-2000 Hitnotering (week 32 t/m 33): 06-01-2001 t/m 13-01-2001 Hitnotering (week 34 t/m 37): 20-12-2003 t/m 10-01-2004 Hitnotering (week 38 t/m 39): 25-12-2004 t/m 01-01-2005 Hitnotering (week 40 t/m 43): 16-12-2006 t/m 06-01-2007 Hitnotering (week 44 t/m 47): 15-12-2007 t/m 05-01-2008 Hitnotering (week 48 t/m 51): 13-12-2008 t/m 03-01-2009 Hitnotering (week 52 t/m 55): 12-12-2009 t/m 02-01-2010 Hitnotering (week 56 t/m 59): 11-12-2010 t/m 01-01-2011 Hitnotering (week 60 t/m 63): 10-12-2011 t/m 31-12-2011 Hitnotering (week 64 t/m 67): 08-12-2012 t/m 29-12-2012 Hitnotering (week 68 t/m 70): 14-12-2013 t/m 28-12-2013 Hitnotering (week 71 t/m 74): 13-12-2014 t/m 03-01-2015 Hitnotering (week 75 t/m 78): 12-12-2015 t/m 02-01-2016 Hitnotering (week 79 t/m 82): 10-12-2016 t/m 31-12-2016 Hitnotering (week 83 t/m 87): 02-12-2017 t/m 30-12-2017 Hitnotering (week 88 t/m 92): 01-12-2018 t/m 29-12-2018 Hitnotering (week 93 t/m 98): 23-11-2019 t/m 28-12-2019 Hitnotering (week 99 t/m 106): 14-11-2020 t/m 02-01-2021 Hitnotering (week 107 t/m 113): 20-11-2021 t/m 01-01-2022 Hitnotering (week 114 t/m 121): 12-11-2022 t/m 31-12-2022 Hitnotering (week 122 t/m 130): 04-11-2023 t/m 30-12-2023 Hitnotering (week 131 t/m heden): 09-11-2024 t/m heden | Hitnotering (week 1 t/m 12): 15-12-1984 t/m 02-03-1985 Hitnotering (week 13 t/m 18): 10-12-1988 t/m 21-01-1989 Hitnotering (week 19 t/m 21): 16-12-1989 t/m 06-01-1990 Hitnotering (week 22 t/m 27): 06-12-1997 t/m 17-01-1998 Hitnotering (week 28 t/m 29): 08-01-2000 t/m 15-01-2000 Hitnotering (week 30 t/m 31): 16-12-2000 t/m 23-12-2000 Hitnotering (week 32 t/m 33): 06-01-2001 t/m 13-01-2001 Hitnotering (week 34 t/m 37): 20-12-2003 t/m 10-01-2004 Hitnotering (week 38 t/m 39): 25-12-2004 t/m 01-01-2005 Hitnotering (week 40 t/m 43): 16-12-2006 t/m 06-01-2007 Hitnotering (week 44 t/m 47): 15-12-2007 t/m 05-01-2008 Hitnotering (week 48 t/m 51): 13-12-2008 t/m 03-01-2009 Hitnotering (week 52 t/m 55): 12-12-2009 t/m 02-01-2010 Hitnotering (week 56 t/m 59): 11-12-2010 t/m 01-01-2011 Hitnotering (week 60 t/m 63): 10-12-2011 t/m 31-12-2011 Hitnotering (week 64 t/m 67): 08-12-2012 t/m 29-12-2012 Hitnotering (week 68 t/m 70): 14-12-2013 t/m 28-12-2013 Hitnotering (week 71 t/m 74): 13-12-2014 t/m 03-01-2015 Hitnotering (week 75 t/m 78): 12-12-2015 t/m 02-01-2016 Hitnotering (week 79 t/m 82): 10-12-2016 t/m 31-12-2016 Hitnotering (week 83 t/m 87): 02-12-2017 t/m 30-12-2017 Hitnotering (week 88 t/m 92): 01-12-2018 t/m 29-12-2018 Hitnotering (week 93 t/m 98): 23-11-2019 t/m 28-12-2019 Hitnotering (week 99 t/m 106): 14-11-2020 t/m 02-01-2021 Hitnotering (week 107 t/m 113): 20-11-2021 t/m 01-01-2022 Hitnotering (week 114 t/m 121): 12-11-2022 t/m 31-12-2022 Hitnotering (week 122 t/m 130): 04-11-2023 t/m 30-12-2023 Hitnotering (week 131 t/m heden): 09-11-2024 t/m heden | Hitnotering (week 1 t/m 12): 15-12-1984 t/m 02-03-1985 Hitnotering (week 13 t/m 18): 10-12-1988 t/m 21-01-1989 Hitnotering (week 19 t/m 21): 16-12-1989 t/m 06-01-1990 Hitnotering (week 22 t/m 27): 06-12-1997 t/m 17-01-1998 Hitnotering (week 28 t/m 29): 08-01-2000 t/m 15-01-2000 Hitnotering (week 30 t/m 31): 16-12-2000 t/m 23-12-2000 Hitnotering (week 32 t/m 33): 06-01-2001 t/m 13-01-2001 Hitnotering (week 34 t/m 37): 20-12-2003 t/m 10-01-2004 Hitnotering (week 38 t/m 39): 25-12-2004 t/m 01-01-2005 Hitnotering (week 40 t/m 43): 16-12-2006 t/m 06-01-2007 Hitnotering (week 44 t/m 47): 15-12-2007 t/m 05-01-2008 Hitnotering (week 48 t/m 51): 13-12-2008 t/m 03-01-2009 Hitnotering (week 52 t/m 55): 12-12-2009 t/m 02-01-2010 Hitnotering (week 56 t/m 59): 11-12-2010 t/m 01-01-2011 Hitnotering (week 60 t/m 63): 10-12-2011 t/m 31-12-2011 Hitnotering (week 64 t/m 67): 08-12-2012 t/m 29-12-2012 Hitnotering (week 68 t/m 70): 14-12-2013 t/m 28-12-2013 Hitnotering (week 71 t/m 74): 13-12-2014 t/m 03-01-2015 Hitnotering (week 75 t/m 78): 12-12-2015 t/m 02-01-2016 Hitnotering (week 79 t/m 82): 10-12-2016 t/m 31-12-2016 Hitnotering (week 83 t/m 87): 02-12-2017 t/m 30-12-2017 Hitnotering (week 88 t/m 92): 01-12-2018 t/m 29-12-2018 Hitnotering (week 93 t/m 98): 23-11-2019 t/m 28-12-2019 Hitnotering (week 99 t/m 106): 14-11-2020 t/m 02-01-2021 Hitnotering (week 107 t/m 113): 20-11-2021 t/m 01-01-2022 Hitnotering (week 114 t/m 121): 12-11-2022 t/m 31-12-2022 Hitnotering (week 122 t/m 130): 04-11-2023 t/m 30-12-2023 Hitnotering (week 131 t/m heden): 09-11-2024 t/m heden | Hitnotering (week 1 t/m 12): 15-12-1984 t/m 02-03-1985 Hitnotering (week 13 t/m 18): 10-12-1988 t/m 21-01-1989 Hitnotering (week 19 t/m 21): 16-12-1989 t/m 06-01-1990 Hitnotering (week 22 t/m 27): 06-12-1997 t/m 17-01-1998 Hitnotering (week 28 t/m 29): 08-01-2000 t/m 15-01-2000 Hitnotering (week 30 t/m 31): 16-12-2000 t/m 23-12-2000 Hitnotering (week 32 t/m 33): 06-01-2001 t/m 13-01-2001 Hitnotering (week 34 t/m 37): 20-12-2003 t/m 10-01-2004 Hitnotering (week 38 t/m 39): 25-12-2004 t/m 01-01-2005 Hitnotering (week 40 t/m 43): 16-12-2006 t/m 06-01-2007 Hitnotering (week 44 t/m 47): 15-12-2007 t/m 05-01-2008 Hitnotering (week 48 t/m 51): 13-12-2008 t/m 03-01-2009 Hitnotering (week 52 t/m 55): 12-12-2009 t/m 02-01-2010 Hitnotering (week 56 t/m 59): 11-12-2010 t/m 01-01-2011 Hitnotering (week 60 t/m 63): 10-12-2011 t/m 31-12-2011 Hitnotering (week 64 t/m 67): 08-12-2012 t/m 29-12-2012 Hitnotering (week 68 t/m 70): 14-12-2013 t/m 28-12-2013 Hitnotering (week 71 t/m 74): 13-12-2014 t/m 03-01-2015 Hitnotering (week 75 t/m 78): 12-12-2015 t/m 02-01-2016 Hitnotering (week 79 t/m 82): 10-12-2016 t/m 31-12-2016 Hitnotering (week 83 t/m 87): 02-12-2017 t/m 30-12-2017 Hitnotering (week 88 t/m 92): 01-12-2018 t/m 29-12-2018 Hitnotering (week 93 t/m 98): 23-11-2019 t/m 28-12-2019 Hitnotering (week 99 t/m 106): 14-11-2020 t/m 02-01-2021 Hitnotering (week 107 t/m 113): 20-11-2021 t/m 01-01-2022 Hitnotering (week 114 t/m 121): 12-11-2022 t/m 31-12-2022 Hitnotering (week 122 t/m 130): 04-11-2023 t/m 30-12-2023 Hitnotering (week 131 t/m heden): 09-11-2024 t/m heden | Hitnotering (week 1 t/m 12): 15-12-1984 t/m 02-03-1985 Hitnotering (week 13 t/m 18): 10-12-1988 t/m 21-01-1989 Hitnotering (week 19 t/m 21): 16-12-1989 t/m 06-01-1990 Hitnotering (week 22 t/m 27): 06-12-1997 t/m 17-01-1998 Hitnotering (week 28 t/m 29): 08-01-2000 t/m 15-01-2000 Hitnotering (week 30 t/m 31): 16-12-2000 t/m 23-12-2000 Hitnotering (week 32 t/m 33): 06-01-2001 t/m 13-01-2001 Hitnotering (week 34 t/m 37): 20-12-2003 t/m 10-01-2004 Hitnotering (week 38 t/m 39): 25-12-2004 t/m 01-01-2005 Hitnotering (week 40 t/m 43): 16-12-2006 t/m 06-01-2007 Hitnotering (week 44 t/m 47): 15-12-2007 t/m 05-01-2008 Hitnotering (week 48 t/m 51): 13-12-2008 t/m 03-01-2009 Hitnotering (week 52 t/m 55): 12-12-2009 t/m 02-01-2010 Hitnotering (week 56 t/m 59): 11-12-2010 t/m 01-01-2011 Hitnotering (week 60 t/m 63): 10-12-2011 t/m 31-12-2011 Hitnotering (week 64 t/m 67): 08-12-2012 t/m 29-12-2012 Hitnotering (week 68 t/m 70): 14-12-2013 t/m 28-12-2013 Hitnotering (week 71 t/m 74): 13-12-2014 t/m 03-01-2015 Hitnotering (week 75 t/m 78): 12-12-2015 t/m 02-01-2016 Hitnotering (week 79 t/m 82): 10-12-2016 t/m 31-12-2016 Hitnotering (week 83 t/m 87): 02-12-2017 t/m 30-12-2017 Hitnotering (week 88 t/m 92): 01-12-2018 t/m 29-12-2018 Hitnotering (week 93 t/m 98): 23-11-2019 t/m 28-12-2019 Hitnotering (week 99 t/m 106): 14-11-2020 t/m 02-01-2021 Hitnotering (week 107 t/m 113): 20-11-2021 t/m 01-01-2022 Hitnotering (week 114 t/m 121): 12-11-2022 t/m 31-12-2022 Hitnotering (week 122 t/m 130): 04-11-2023 t/m 30-12-2023 Hitnotering (week 131 t/m heden): 09-11-2024 t/m heden | Hitnotering (week 1 t/m 12): 15-12-1984 t/m 02-03-1985 Hitnotering (week 13 t/m 18): 10-12-1988 t/m 21-01-1989 Hitnotering (week 19 t/m 21): 16-12-1989 t/m 06-01-1990 Hitnotering (week 22 t/m 27): 06-12-1997 t/m 17-01-1998 Hitnotering (week 28 t/m 29): 08-01-2000 t/m 15-01-2000 Hitnotering (week 30 t/m 31): 16-12-2000 t/m 23-12-2000 Hitnotering (week 32 t/m 33): 06-01-2001 t/m 13-01-2001 Hitnotering (week 34 t/m 37): 20-12-2003 t/m 10-01-2004 Hitnotering (week 38 t/m 39): 25-12-2004 t/m 01-01-2005 Hitnotering (week 40 t/m 43): 16-12-2006 t/m 06-01-2007 Hitnotering (week 44 t/m 47): 15-12-2007 t/m 05-01-2008 Hitnotering (week 48 t/m 51): 13-12-2008 t/m 03-01-2009 Hitnotering (week 52 t/m 55): 12-12-2009 t/m 02-01-2010 Hitnotering (week 56 t/m 59): 11-12-2010 t/m 01-01-2011 Hitnotering (week 60 t/m 63): 10-12-2011 t/m 31-12-2011 Hitnotering (week 64 t/m 67): 08-12-2012 t/m 29-12-2012 Hitnotering (week 68 t/m 70): 14-12-2013 t/m 28-12-2013 Hitnotering (week 71 t/m 74): 13-12-2014 t/m 03-01-2015 Hitnotering (week 75 t/m 78): 12-12-2015 t/m 02-01-2016 Hitnotering (week 79 t/m 82): 10-12-2016 t/m 31-12-2016 Hitnotering (week 83 t/m 87): 02-12-2017 t/m 30-12-2017 Hitnotering (week 88 t/m 92): 01-12-2018 t/m 29-12-2018 Hitnotering (week 93 t/m 98): 23-11-2019 t/m 28-12-2019 Hitnotering (week 99 t/m 106): 14-11-2020 t/m 02-01-2021 Hitnotering (week 107 t/m 113): 20-11-2021 t/m 01-01-2022 Hitnotering (week 114 t/m 121): 12-11-2022 t/m 31-12-2022 Hitnotering (week 122 t/m 130): 04-11-2023 t/m 30-12-2023 Hitnotering (week 131 t/m heden): 09-11-2024 t/m heden | Hitnotering (week 1 t/m 12): 15-12-1984 t/m 02-03-1985 Hitnotering (week 13 t/m 18): 10-12-1988 t/m 21-01-1989 Hitnotering (week 19 t/m 21): 16-12-1989 t/m 06-01-1990 Hitnotering (week 22 t/m 27): 06-12-1997 t/m 17-01-1998 Hitnotering (week 28 t/m 29): 08-01-2000 t/m 15-01-2000 Hitnotering (week 30 t/m 31): 16-12-2000 t/m 23-12-2000 Hitnotering (week 32 t/m 33): 06-01-2001 t/m 13-01-2001 Hitnotering (week 34 t/m 37): 20-12-2003 t/m 10-01-2004 Hitnotering (week 38 t/m 39): 25-12-2004 t/m 01-01-2005 Hitnotering (week 40 t/m 43): 16-12-2006 t/m 06-01-2007 Hitnotering (week 44 t/m 47): 15-12-2007 t/m 05-01-2008 Hitnotering (week 48 t/m 51): 13-12-2008 t/m 03-01-2009 Hitnotering (week 52 t/m 55): 12-12-2009 t/m 02-01-2010 Hitnotering (week 56 t/m 59): 11-12-2010 t/m 01-01-2011 Hitnotering (week 60 t/m 63): 10-12-2011 t/m 31-12-2011 Hitnotering (week 64 t/m 67): 08-12-2012 t/m 29-12-2012 Hitnotering (week 68 t/m 70): 14-12-2013 t/m 28-12-2013 Hitnotering (week 71 t/m 74): 13-12-2014 t/m 03-01-2015 Hitnotering (week 75 t/m 78): 12-12-2015 t/m 02-01-2016 Hitnotering (week 79 t/m 82): 10-12-2016 t/m 31-12-2016 Hitnotering (week 83 t/m 87): 02-12-2017 t/m 30-12-2017 Hitnotering (week 88 t/m 92): 01-12-2018 t/m 29-12-2018 Hitnotering (week 93 t/m 98): 23-11-2019 t/m 28-12-2019 Hitnotering (week 99 t/m 106): 14-11-2020 t/m 02-01-2021 Hitnotering (week 107 t/m 113): 20-11-2021 t/m 01-01-2022 Hitnotering (week 114 t/m 121): 12-11-2022 t/m 31-12-2022 Hitnotering (week 122 t/m 130): 04-11-2023 t/m 30-12-2023 Hitnotering (week 131 t/m heden): 09-11-2024 t/m heden | Hitnotering (week 1 t/m 12): 15-12-1984 t/m 02-03-1985 Hitnotering (week 13 t/m 18): 10-12-1988 t/m 21-01-1989 Hitnotering (week 19 t/m 21): 16-12-1989 t/m 06-01-1990 Hitnotering (week 22 t/m 27): 06-12-1997 t/m 17-01-1998 Hitnotering (week 28 t/m 29): 08-01-2000 t/m 15-01-2000 Hitnotering (week 30 t/m 31): 16-12-2000 t/m 23-12-2000 Hitnotering (week 32 t/m 33): 06-01-2001 t/m 13-01-2001 Hitnotering (week 34 t/m 37): 20-12-2003 t/m 10-01-2004 Hitnotering (week 38 t/m 39): 25-12-2004 t/m 01-01-2005 Hitnotering (week 40 t/m 43): 16-12-2006 t/m 06-01-2007 Hitnotering (week 44 t/m 47): 15-12-2007 t/m 05-01-2008 Hitnotering (week 48 t/m 51): 13-12-2008 t/m 03-01-2009 Hitnotering (week 52 t/m 55): 12-12-2009 t/m 02-01-2010 Hitnotering (week 56 t/m 59): 11-12-2010 t/m 01-01-2011 Hitnotering (week 60 t/m 63): 10-12-2011 t/m 31-12-2011 Hitnotering (week 64 t/m 67): 08-12-2012 t/m 29-12-2012 Hitnotering (week 68 t/m 70): 14-12-2013 t/m 28-12-2013 Hitnotering (week 71 t/m 74): 13-12-2014 t/m 03-01-2015 Hitnotering (week 75 t/m 78): 12-12-2015 t/m 02-01-2016 Hitnotering (week 79 t/m 82): 10-12-2016 t/m 31-12-2016 Hitnotering (week 83 t/m 87): 02-12-2017 t/m 30-12-2017 Hitnotering (week 88 t/m 92): 01-12-2018 t/m 29-12-2018 Hitnotering (week 93 t/m 98): 23-11-2019 t/m 28-12-2019 Hitnotering (week 99 t/m 106): 14-11-2020 t/m 02-01-2021 Hitnotering (week 107 t/m 113): 20-11-2021 t/m 01-01-2022 Hitnotering (week 114 t/m 121): 12-11-2022 t/m 31-12-2022 Hitnotering (week 122 t/m 130): 04-11-2023 t/m 30-12-2023 Hitnotering (week 131 t/m heden): 09-11-2024 t/m heden | Hitnotering (week 1 t/m 12): 15-12-1984 t/m 02-03-1985 Hitnotering (week 13 t/m 18): 10-12-1988 t/m 21-01-1989 Hitnotering (week 19 t/m 21): 16-12-1989 t/m 06-01-1990 Hitnotering (week 22 t/m 27): 06-12-1997 t/m 17-01-1998 Hitnotering (week 28 t/m 29): 08-01-2000 t/m 15-01-2000 Hitnotering (week 30 t/m 31): 16-12-2000 t/m 23-12-2000 Hitnotering (week 32 t/m 33): 06-01-2001 t/m 13-01-2001 Hitnotering (week 34 t/m 37): 20-12-2003 t/m 10-01-2004 Hitnotering (week 38 t/m 39): 25-12-2004 t/m 01-01-2005 Hitnotering (week 40 t/m 43): 16-12-2006 t/m 06-01-2007 Hitnotering (week 44 t/m 47): 15-12-2007 t/m 05-01-2008 Hitnotering (week 48 t/m 51): 13-12-2008 t/m 03-01-2009 Hitnotering (week 52 t/m 55): 12-12-2009 t/m 02-01-2010 Hitnotering (week 56 t/m 59): 11-12-2010 t/m 01-01-2011 Hitnotering (week 60 t/m 63): 10-12-2011 t/m 31-12-2011 Hitnotering (week 64 t/m 67): 08-12-2012 t/m 29-12-2012 Hitnotering (week 68 t/m 70): 14-12-2013 t/m 28-12-2013 Hitnotering (week 71 t/m 74): 13-12-2014 t/m 03-01-2015 Hitnotering (week 75 t/m 78): 12-12-2015 t/m 02-01-2016 Hitnotering (week 79 t/m 82): 10-12-2016 t/m 31-12-2016 Hitnotering (week 83 t/m 87): 02-12-2017 t/m 30-12-2017 Hitnotering (week 88 t/m 92): 01-12-2018 t/m 29-12-2018 Hitnotering (week 93 t/m 98): 23-11-2019 t/m 28-12-2019 Hitnotering (week 99 t/m 106): 14-11-2020 t/m 02-01-2021 Hitnotering (week 107 t/m 113): 20-11-2021 t/m 01-01-2022 Hitnotering (week 114 t/m 121): 12-11-2022 t/m 31-12-2022 Hitnotering (week 122 t/m 130): 04-11-2023 t/m 30-12-2023 Hitnotering (week 131 t/m heden): 09-11-2024 t/m heden | Hitnotering (week 1 t/m 12): 15-12-1984 t/m 02-03-1985 Hitnotering (week 13 t/m 18): 10-12-1988 t/m 21-01-1989 Hitnotering (week 19 t/m 21): 16-12-1989 t/m 06-01-1990 Hitnotering (week 22 t/m 27): 06-12-1997 t/m 17-01-1998 Hitnotering (week 28 t/m 29): 08-01-2000 t/m 15-01-2000 Hitnotering (week 30 t/m 31): 16-12-2000 t/m 23-12-2000 Hitnotering (week 32 t/m 33): 06-01-2001 t/m 13-01-2001 Hitnotering (week 34 t/m 37): 20-12-2003 t/m 10-01-2004 Hitnotering (week 38 t/m 39): 25-12-2004 t/m 01-01-2005 Hitnotering (week 40 t/m 43): 16-12-2006 t/m 06-01-2007 Hitnotering (week 44 t/m 47): 15-12-2007 t/m 05-01-2008 Hitnotering (week 48 t/m 51): 13-12-2008 t/m 03-01-2009 Hitnotering (week 52 t/m 55): 12-12-2009 t/m 02-01-2010 Hitnotering (week 56 t/m 59): 11-12-2010 t/m 01-01-2011 Hitnotering (week 60 t/m 63): 10-12-2011 t/m 31-12-2011 Hitnotering (week 64 t/m 67): 08-12-2012 t/m 29-12-2012 Hitnotering (week 68 t/m 70): 14-12-2013 t/m 28-12-2013 Hitnotering (week 71 t/m 74): 13-12-2014 t/m 03-01-2015 Hitnotering (week 75 t/m 78): 12-12-2015 t/m 02-01-2016 Hitnotering (week 79 t/m 82): 10-12-2016 t/m 31-12-2016 Hitnotering (week 83 t/m 87): 02-12-2017 t/m 30-12-2017 Hitnotering (week 88 t/m 92): 01-12-2018 t/m 29-12-2018 Hitnotering (week 93 t/m 98): 23-11-2019 t/m 28-12-2019 Hitnotering (week 99 t/m 106): 14-11-2020 t/m 02-01-2021 Hitnotering (week 107 t/m 113): 20-11-2021 t/m 01-01-2022 Hitnotering (week 114 t/m 121): 12-11-2022 t/m 31-12-2022 Hitnotering (week 122 t/m 130): 04-11-2023 t/m 30-12-2023 Hitnotering (week 131 t/m heden): 09-11-2024 t/m heden | Hitnotering (week 1 t/m 12): 15-12-1984 t/m 02-03-1985 Hitnotering (week 13 t/m 18): 10-12-1988 t/m 21-01-1989 Hitnotering (week 19 t/m 21): 16-12-1989 t/m 06-01-1990 Hitnotering (week 22 t/m 27): 06-12-1997 t/m 17-01-1998 Hitnotering (week 28 t/m 29): 08-01-2000 t/m 15-01-2000 Hitnotering (week 30 t/m 31): 16-12-2000 t/m 23-12-2000 Hitnotering (week 32 t/m 33): 06-01-2001 t/m 13-01-2001 Hitnotering (week 34 t/m 37): 20-12-2003 t/m 10-01-2004 Hitnotering (week 38 t/m 39): 25-12-2004 t/m 01-01-2005 Hitnotering (week 40 t/m 43): 16-12-2006 t/m 06-01-2007 Hitnotering (week 44 t/m 47): 15-12-2007 t/m 05-01-2008 Hitnotering (week 48 t/m 51): 13-12-2008 t/m 03-01-2009 Hitnotering (week 52 t/m 55): 12-12-2009 t/m 02-01-2010 Hitnotering (week 56 t/m 59): 11-12-2010 t/m 01-01-2011 Hitnotering (week 60 t/m 63): 10-12-2011 t/m 31-12-2011 Hitnotering (week 64 t/m 67): 08-12-2012 t/m 29-12-2012 Hitnotering (week 68 t/m 70): 14-12-2013 t/m 28-12-2013 Hitnotering (week 71 t/m 74): 13-12-2014 t/m 03-01-2015 Hitnotering (week 75 t/m 78): 12-12-2015 t/m 02-01-2016 Hitnotering (week 79 t/m 82): 10-12-2016 t/m 31-12-2016 Hitnotering (week 83 t/m 87): 02-12-2017 t/m 30-12-2017 Hitnotering (week 88 t/m 92): 01-12-2018 t/m 29-12-2018 Hitnotering (week 93 t/m 98): 23-11-2019 t/m 28-12-2019 Hitnotering (week 99 t/m 106): 14-11-2020 t/m 02-01-2021 Hitnotering (week 107 t/m 113): 20-11-2021 t/m 01-01-2022 Hitnotering (week 114 t/m 121): 12-11-2022 t/m 31-12-2022 Hitnotering (week 122 t/m 130): 04-11-2023 t/m 30-12-2023 Hitnotering (week 131 t/m heden): 09-11-2024 t/m heden | Hitnotering (week 1 t/m 12): 15-12-1984 t/m 02-03-1985 Hitnotering (week 13 t/m 18): 10-12-1988 t/m 21-01-1989 Hitnotering (week 19 t/m 21): 16-12-1989 t/m 06-01-1990 Hitnotering (week 22 t/m 27): 06-12-1997 t/m 17-01-1998 Hitnotering (week 28 t/m 29): 08-01-2000 t/m 15-01-2000 Hitnotering (week 30 t/m 31): 16-12-2000 t/m 23-12-2000 Hitnotering (week 32 t/m 33): 06-01-2001 t/m 13-01-2001 Hitnotering (week 34 t/m 37): 20-12-2003 t/m 10-01-2004 Hitnotering (week 38 t/m 39): 25-12-2004 t/m 01-01-2005 Hitnotering (week 40 t/m 43): 16-12-2006 t/m 06-01-2007 Hitnotering (week 44 t/m 47): 15-12-2007 t/m 05-01-2008 Hitnotering (week 48 t/m 51): 13-12-2008 t/m 03-01-2009 Hitnotering (week 52 t/m 55): 12-12-2009 t/m 02-01-2010 Hitnotering (week 56 t/m 59): 11-12-2010 t/m 01-01-2011 Hitnotering (week 60 t/m 63): 10-12-2011 t/m 31-12-2011 Hitnotering (week 64 t/m 67): 08-12-2012 t/m 29-12-2012 Hitnotering (week 68 t/m 70): 14-12-2013 t/m 28-12-2013 Hitnotering (week 71 t/m 74): 13-12-2014 t/m 03-01-2015 Hitnotering (week 75 t/m 78): 12-12-2015 t/m 02-01-2016 Hitnotering (week 79 t/m 82): 10-12-2016 t/m 31-12-2016 Hitnotering (week 83 t/m 87): 02-12-2017 t/m 30-12-2017 Hitnotering (week 88 t/m 92): 01-12-2018 t/m 29-12-2018 Hitnotering (week 93 t/m 98): 23-11-2019 t/m 28-12-2019 Hitnotering (week 99 t/m 106): 14-11-2020 t/m 02-01-2021 Hitnotering (week 107 t/m 113): 20-11-2021 t/m 01-01-2022 Hitnotering (week 114 t/m 121): 12-11-2022 t/m 31-12-2022 Hitnotering (week 122 t/m 130): 04-11-2023 t/m 30-12-2023 Hitnotering (week 131 t/m heden): 09-11-2024 t/m heden | Hitnotering (week 1 t/m 12): 15-12-1984 t/m 02-03-1985 Hitnotering (week 13 t/m 18): 10-12-1988 t/m 21-01-1989 Hitnotering (week 19 t/m 21): 16-12-1989 t/m 06-01-1990 Hitnotering (week 22 t/m 27): 06-12-1997 t/m 17-01-1998 Hitnotering (week 28 t/m 29): 08-01-2000 t/m 15-01-2000 Hitnotering (week 30 t/m 31): 16-12-2000 t/m 23-12-2000 Hitnotering (week 32 t/m 33): 06-01-2001 t/m 13-01-2001 Hitnotering (week 34 t/m 37): 20-12-2003 t/m 10-01-2004 Hitnotering (week 38 t/m 39): 25-12-2004 t/m 01-01-2005 Hitnotering (week 40 t/m 43): 16-12-2006 t/m 06-01-2007 Hitnotering (week 44 t/m 47): 15-12-2007 t/m 05-01-2008 Hitnotering (week 48 t/m 51): 13-12-2008 t/m 03-01-2009 Hitnotering (week 52 t/m 55): 12-12-2009 t/m 02-01-2010 Hitnotering (week 56 t/m 59): 11-12-2010 t/m 01-01-2011 Hitnotering (week 60 t/m 63): 10-12-2011 t/m 31-12-2011 Hitnotering (week 64 t/m 67): 08-12-2012 t/m 29-12-2012 Hitnotering (week 68 t/m 70): 14-12-2013 t/m 28-12-2013 Hitnotering (week 71 t/m 74): 13-12-2014 t/m 03-01-2015 Hitnotering (week 75 t/m 78): 12-12-2015 t/m 02-01-2016 Hitnotering (week 79 t/m 82): 10-12-2016 t/m 31-12-2016 Hitnotering (week 83 t/m 87): 02-12-2017 t/m 30-12-2017 Hitnotering (week 88 t/m 92): 01-12-2018 t/m 29-12-2018 Hitnotering (week 93 t/m 98): 23-11-2019 t/m 28-12-2019 Hitnotering (week 99 t/m 106): 14-11-2020 t/m 02-01-2021 Hitnotering (week 107 t/m 113): 20-11-2021 t/m 01-01-2022 Hitnotering (week 114 t/m 121): 12-11-2022 t/m 31-12-2022 Hitnotering (week 122 t/m 130): 04-11-2023 t/m 30-12-2023 Hitnotering (week 131 t/m heden): 09-11-2024 t/m heden |
| Week: | 1 | 2 | 3 | 4 | 5 | 6 | 7 | 8 | 9 | 10 | 11 | 12 | | 13 | 14 | 15 | 16 | 17 | 18 | |
| --- | --- | --- | --- | --- | --- | --- | --- | --- | --- | --- | --- | --- | --- | --- | --- | --- | --- | --- | --- | --- |
| Positie: | 24 | 2 | 2 | 2 | 2 | 6 | 6 | 9 | 16 | 22 | 39 | 48 | uit | 87 | 59 | 39 | 28 | 52 | 100 | uit |
| Week: | 19 | 20 | 21 | | 22 | 23 | 24 | 25 | 26 | 27 | | 28 | 29 | | 30 | 31 | | 32 | 33 | |
| Positie: | 90 | 70 | 67 | uit | 85 | 53 | 39 | 22 | 28 | 40 | uit | 69 | 81 | uit | 95 | 84 | uit | 71 | 80 | uit |
| Week: | 34 | 35 | 36 | 37 | | 38 | 39 | | 40 | 41 | 42 | 43 | | 44 | 45 | 46 | 47 | | 48 | 49 |
| Positie: | 86 | 64 | 63 | 70 | uit | 74 | 73 | uit | 54 | 16 | 6 | 25 | uit | 41 | 19 | 6 | 5 | uit | 89 | 29 |
| Week: | 50 | 51 | | 52 | 53 | 54 | 55 | | 56 | 57 | 58 | 59 | | 60 | 61 | 62 | 63 | | 64 | 65 |
| Positie: | 12 | 19 | uit | 55 | 21 | 19 | 32 | uit | 57 | 41 | 32 | 53 | uit | 85 | 51 | 52 | 52 | uit | 98 | 67 |
| Week: | 66 | 67 | | 68 | 69 | 70 | | 71 | 72 | 73 | 74 | | 75 | 76 | 77 | 78 | | 79 | 80 | 81 |
| Positie: | 66 | 47 | uit | 68 | 43 | 22 | uit | 39 | 24 | 17 | 60 | uit | 44 | 16 | 11 | 12 | uit | 57 | 21 | 15 |
| Week: | 82 | | 83 | 84 | 85 | 86 | 87 | | 88 | 89 | 90 | 91 | 92 | | 93 | 94 | 95 | 96 | 97 | 98 |
| Positie: | 4 | uit | 88 | 37 | 6 | 9 | 5 | uit | 64 | 38 | 8 | 9 | 4 | uit | 82 | 58 | 27 | 8 | 9 | 2 |
| Week: | | 99 | 100 | 101 | 102 | 103 | 104 | 105 | 106 | | 107 | 108 | 109 | 110 | 111 | 112 | 113 | | 114 | 115 |
| Positie: | uit | 91 | 61 | 35 | 12 | 2 | 2 | 2 | 2 | uit | 80 | 62 | 35 | 13 | 7 | 4 | 2 | uit | 99 | 60 |
| Week: | 116 | 117 | 118 | 119 | 120 | 121 | | 122 | 123 | 124 | 125 | 126 | 127 | 128 | 129 | 130 | | 131 | 132 | 133 |
| Positie: | 37 | 21 | 5 | 2 | 2 | 2 | uit | 93 | 42 | 27 | 21 | 10 | 2 | 2 | 2 | 2 | uit | 83 | 52 | 23 |
| Week: | 134 | 135 | 136 | 137 | | | | | | | | | | | | | | | | |
| Positie: | 12 | 3 | 1 | 1 | | | | | | | | | | | | | | | | |

#### TROS Top 50
Hitnotering: 13-12-1984 t/m 21-02-1985. Hoogste notering: #2 (3 weken).

#### TROS Europarade
Hitnotering: 22-12-1984 t/m 18-04-1985. Hoogste notering: #3 (3 weken).

#### VlaamseUltratop 50
| Hitnotering (week 1 t/m 9): 22-12-1984 t/m 16-02-1985 Hitnotering (week 10 t/m 12): 17-12-2022 t/m 31-12-2022 Hitnotering (week 13 t/m 17): 02-12-2023 t/m 30-12-2023 Hitnotering (week 18 t/m heden): 08-12-2024 t/m heden | Hitnotering (week 1 t/m 9): 22-12-1984 t/m 16-02-1985 Hitnotering (week 10 t/m 12): 17-12-2022 t/m 31-12-2022 Hitnotering (week 13 t/m 17): 02-12-2023 t/m 30-12-2023 Hitnotering (week 18 t/m heden): 08-12-2024 t/m heden | Hitnotering (week 1 t/m 9): 22-12-1984 t/m 16-02-1985 Hitnotering (week 10 t/m 12): 17-12-2022 t/m 31-12-2022 Hitnotering (week 13 t/m 17): 02-12-2023 t/m 30-12-2023 Hitnotering (week 18 t/m heden): 08-12-2024 t/m heden | Hitnotering (week 1 t/m 9): 22-12-1984 t/m 16-02-1985 Hitnotering (week 10 t/m 12): 17-12-2022 t/m 31-12-2022 Hitnotering (week 13 t/m 17): 02-12-2023 t/m 30-12-2023 Hitnotering (week 18 t/m heden): 08-12-2024 t/m heden | Hitnotering (week 1 t/m 9): 22-12-1984 t/m 16-02-1985 Hitnotering (week 10 t/m 12): 17-12-2022 t/m 31-12-2022 Hitnotering (week 13 t/m 17): 02-12-2023 t/m 30-12-2023 Hitnotering (week 18 t/m heden): 08-12-2024 t/m heden | Hitnotering (week 1 t/m 9): 22-12-1984 t/m 16-02-1985 Hitnotering (week 10 t/m 12): 17-12-2022 t/m 31-12-2022 Hitnotering (week 13 t/m 17): 02-12-2023 t/m 30-12-2023 Hitnotering (week 18 t/m heden): 08-12-2024 t/m heden | Hitnotering (week 1 t/m 9): 22-12-1984 t/m 16-02-1985 Hitnotering (week 10 t/m 12): 17-12-2022 t/m 31-12-2022 Hitnotering (week 13 t/m 17): 02-12-2023 t/m 30-12-2023 Hitnotering (week 18 t/m heden): 08-12-2024 t/m heden | Hitnotering (week 1 t/m 9): 22-12-1984 t/m 16-02-1985 Hitnotering (week 10 t/m 12): 17-12-2022 t/m 31-12-2022 Hitnotering (week 13 t/m 17): 02-12-2023 t/m 30-12-2023 Hitnotering (week 18 t/m heden): 08-12-2024 t/m heden | Hitnotering (week 1 t/m 9): 22-12-1984 t/m 16-02-1985 Hitnotering (week 10 t/m 12): 17-12-2022 t/m 31-12-2022 Hitnotering (week 13 t/m 17): 02-12-2023 t/m 30-12-2023 Hitnotering (week 18 t/m heden): 08-12-2024 t/m heden | Hitnotering (week 1 t/m 9): 22-12-1984 t/m 16-02-1985 Hitnotering (week 10 t/m 12): 17-12-2022 t/m 31-12-2022 Hitnotering (week 13 t/m 17): 02-12-2023 t/m 30-12-2023 Hitnotering (week 18 t/m heden): 08-12-2024 t/m heden | Hitnotering (week 1 t/m 9): 22-12-1984 t/m 16-02-1985 Hitnotering (week 10 t/m 12): 17-12-2022 t/m 31-12-2022 Hitnotering (week 13 t/m 17): 02-12-2023 t/m 30-12-2023 Hitnotering (week 18 t/m heden): 08-12-2024 t/m heden | Hitnotering (week 1 t/m 9): 22-12-1984 t/m 16-02-1985 Hitnotering (week 10 t/m 12): 17-12-2022 t/m 31-12-2022 Hitnotering (week 13 t/m 17): 02-12-2023 t/m 30-12-2023 Hitnotering (week 18 t/m heden): 08-12-2024 t/m heden | Hitnotering (week 1 t/m 9): 22-12-1984 t/m 16-02-1985 Hitnotering (week 10 t/m 12): 17-12-2022 t/m 31-12-2022 Hitnotering (week 13 t/m 17): 02-12-2023 t/m 30-12-2023 Hitnotering (week 18 t/m heden): 08-12-2024 t/m heden | Hitnotering (week 1 t/m 9): 22-12-1984 t/m 16-02-1985 Hitnotering (week 10 t/m 12): 17-12-2022 t/m 31-12-2022 Hitnotering (week 13 t/m 17): 02-12-2023 t/m 30-12-2023 Hitnotering (week 18 t/m heden): 08-12-2024 t/m heden | Hitnotering (week 1 t/m 9): 22-12-1984 t/m 16-02-1985 Hitnotering (week 10 t/m 12): 17-12-2022 t/m 31-12-2022 Hitnotering (week 13 t/m 17): 02-12-2023 t/m 30-12-2023 Hitnotering (week 18 t/m heden): 08-12-2024 t/m heden | Hitnotering (week 1 t/m 9): 22-12-1984 t/m 16-02-1985 Hitnotering (week 10 t/m 12): 17-12-2022 t/m 31-12-2022 Hitnotering (week 13 t/m 17): 02-12-2023 t/m 30-12-2023 Hitnotering (week 18 t/m heden): 08-12-2024 t/m heden | Hitnotering (week 1 t/m 9): 22-12-1984 t/m 16-02-1985 Hitnotering (week 10 t/m 12): 17-12-2022 t/m 31-12-2022 Hitnotering (week 13 t/m 17): 02-12-2023 t/m 30-12-2023 Hitnotering (week 18 t/m heden): 08-12-2024 t/m heden | Hitnotering (week 1 t/m 9): 22-12-1984 t/m 16-02-1985 Hitnotering (week 10 t/m 12): 17-12-2022 t/m 31-12-2022 Hitnotering (week 13 t/m 17): 02-12-2023 t/m 30-12-2023 Hitnotering (week 18 t/m heden): 08-12-2024 t/m heden | Hitnotering (week 1 t/m 9): 22-12-1984 t/m 16-02-1985 Hitnotering (week 10 t/m 12): 17-12-2022 t/m 31-12-2022 Hitnotering (week 13 t/m 17): 02-12-2023 t/m 30-12-2023 Hitnotering (week 18 t/m heden): 08-12-2024 t/m heden | Hitnotering (week 1 t/m 9): 22-12-1984 t/m 16-02-1985 Hitnotering (week 10 t/m 12): 17-12-2022 t/m 31-12-2022 Hitnotering (week 13 t/m 17): 02-12-2023 t/m 30-12-2023 Hitnotering (week 18 t/m heden): 08-12-2024 t/m heden | Hitnotering (week 1 t/m 9): 22-12-1984 t/m 16-02-1985 Hitnotering (week 10 t/m 12): 17-12-2022 t/m 31-12-2022 Hitnotering (week 13 t/m 17): 02-12-2023 t/m 30-12-2023 Hitnotering (week 18 t/m heden): 08-12-2024 t/m heden |
| Week: | 1 | 2 | 3 | 4 | 5 | 6 | 7 | 8 | 9 | | 10 | 11 | 12 | | 13 | 14 | 15 | 16 | 17 | |
| --- | --- | --- | --- | --- | --- | --- | --- | --- | --- | --- | --- | --- | --- | --- | --- | --- | --- | --- | --- | --- |
| Positie: | 14 | 3 | 2 | 2 | 2 | 5 | 11 | 20 | 25 | uit | 34 | 25 | 4 | uit | 46 | 26 | 16 | 16 | 2 | uit |
| Week: | 18 | 19 | 20 | 21 | | | | | | | | | | | | | | | | |
| Positie: | 46 | 28 | 12 | 9 | | | | | | | | | | | | | | | | |

#### VlaamseRadio 2 Top 30
| Hitnotering: 22-12-1984 t/m 02-02-1985 | Hitnotering: 22-12-1984 t/m 02-02-1985 | Hitnotering: 22-12-1984 t/m 02-02-1985 | Hitnotering: 22-12-1984 t/m 02-02-1985 | Hitnotering: 22-12-1984 t/m 02-02-1985 | Hitnotering: 22-12-1984 t/m 02-02-1985 | Hitnotering: 22-12-1984 t/m 02-02-1985 | Hitnotering: 22-12-1984 t/m 02-02-1985 | Hitnotering: 22-12-1984 t/m 02-02-1985 |
| Week:                                  | 1                                      | 2                                      | 3                                      | 4                                      | 5                                      | 6                                      | 7                                      |                                        |
| -------------------------------------- | -------------------------------------- | -------------------------------------- | -------------------------------------- | -------------------------------------- | -------------------------------------- | -------------------------------------- | -------------------------------------- | -------------------------------------- |
| Positie:                               | 12                                     | 2                                      | 2                                      | 2                                      | 2                                      | 4                                      | 12                                     | uit                                    |

#### NPO Radio 2 Top 2000
| Nummer met noteringen in de NPO Radio 2 Top 2000 | '99 | '00 | '01 | '02 | '03 | '04 | '05 | '06 | '07 | '08 | '09 | '10 | '11 | '12 | '13 | '14 | '15 | '16 | '17 | '18 | '19 | '20 | '21 | '22 | '23 | '24 |
| ------------------------------------------------ | --- | --- | --- | --- | --- | --- | --- | --- | --- | --- | --- | --- | --- | --- | --- | --- | --- | --- | --- | --- | --- | --- | --- | --- | --- | --- |
| Last Christmas                                   | 74  | 139 | 263 | 292 | 447 | 286 | 467 | 358 | 437 | 359 | 416 | 443 | 631 | 930 | 743 | 628 | 547 | 530 | 366 | 484 | 332 | 397 | 398 | 358 | 257 | 253 |

1. ↑  Een vetgedrukt getal geeft de hoogste notering aan.

## Whigfield
In 1995 bracht de Deense zangeres Whigfield een cover uit van Last Christmas. Het nummer bereikte een 38ste plaats in de Nederlandse Single Top 100. De single kwam niet in de Nederlandse Top 40 terecht, het bleef steken op nummer twee in de Tipparade. In de Vlaamse hitlijsten kwam deze versie van Last Christmas ook niet terecht.

### Hitnotering

#### Mega Top 50
| Hitnotering: 23-12-1995 t/m 13-01-1996 | Hitnotering: 23-12-1995 t/m 13-01-1996 | Hitnotering: 23-12-1995 t/m 13-01-1996 | Hitnotering: 23-12-1995 t/m 13-01-1996 | Hitnotering: 23-12-1995 t/m 13-01-1996 |
| Week:                                  | 1                                      | 2                                      | 3                                      |                                        |
| -------------------------------------- | -------------------------------------- | -------------------------------------- | -------------------------------------- | -------------------------------------- |
| Positie:                               | 41                                     | 34                                     | 46                                     | uit                                    |

## Crazy Frog
In 2005 bracht Crazy Frog een cd-single uit met covers van Jingle bells en Last Christmas. De single bereikte de 32ste plaats in de Nederlandse Single Top 100 en een 31ste plaats in de Nederlandse Top 40. In de Vlaamse Ultratop 50 kwam de single tot een tweede positie. Een jaar later werd het nummer opnieuw uitgebracht zonder Jingle bells. Ook nu kwam het nummer in de diverse hitparades terecht. Doordat het nummer te downloaden was, kwam de single begin 2010 zelfs tot nummer negen in de Nederlandse Single Top 100.

### Hitnoteringen: Jingle Bells / Last Christmas

#### Nederlandse Top 40
| Hitnotering: 24-12-2005 t/m 31-12-2005 | Hitnotering: 24-12-2005 t/m 31-12-2005 | Hitnotering: 24-12-2005 t/m 31-12-2005 | Hitnotering: 24-12-2005 t/m 31-12-2005 |
| Week:                                  | 1                                      | 2                                      |                                        |
| -------------------------------------- | -------------------------------------- | -------------------------------------- | -------------------------------------- |
| Positie:                               | 33                                     | 31                                     | uit                                    |

#### NederlandseSingle Top 100
| Hitnotering: 10-12-2005 t/m 14-01-2006 | Hitnotering: 10-12-2005 t/m 14-01-2006 | Hitnotering: 10-12-2005 t/m 14-01-2006 | Hitnotering: 10-12-2005 t/m 14-01-2006 | Hitnotering: 10-12-2005 t/m 14-01-2006 | Hitnotering: 10-12-2005 t/m 14-01-2006 | Hitnotering: 10-12-2005 t/m 14-01-2006 | Hitnotering: 10-12-2005 t/m 14-01-2006 |
| Week:                                  | 1                                      | 2                                      | 3                                      | 4                                      | 5                                      | 6                                      |                                        |
| -------------------------------------- | -------------------------------------- | -------------------------------------- | -------------------------------------- | -------------------------------------- | -------------------------------------- | -------------------------------------- | -------------------------------------- |
| Positie:                               | 40                                     | 43                                     | 32                                     | 37                                     | 56                                     | 74                                     | uit                                    |

#### VlaamseUltratop 50
| Hitnotering: 10-12-2005 t/m 28-01-2006 | Hitnotering: 10-12-2005 t/m 28-01-2006 | Hitnotering: 10-12-2005 t/m 28-01-2006 | Hitnotering: 10-12-2005 t/m 28-01-2006 | Hitnotering: 10-12-2005 t/m 28-01-2006 | Hitnotering: 10-12-2005 t/m 28-01-2006 | Hitnotering: 10-12-2005 t/m 28-01-2006 | Hitnotering: 10-12-2005 t/m 28-01-2006 | Hitnotering: 10-12-2005 t/m 28-01-2006 | Hitnotering: 10-12-2005 t/m 28-01-2006 |
| Week:                                  | 1                                      | 2                                      | 3                                      | 4                                      | 5                                      | 6                                      | 7                                      | 8                                      |                                        |
| -------------------------------------- | -------------------------------------- | -------------------------------------- | -------------------------------------- | -------------------------------------- | -------------------------------------- | -------------------------------------- | -------------------------------------- | -------------------------------------- | -------------------------------------- |
| Positie:                               | 15                                     | 5                                      | 3                                      | 2                                      | 5                                      | 7                                      | 18                                     | 41                                     | uit                                    |

### Hitnoteringen: Last Christmas

#### NederlandseSingle Top 100
| Hitnotering (week 1 t/m 5): 16-12-2006 t/m 13-01-2007 Hitnotering (week 6 t/m 8): 19-12-2009 t/m 02-01-2010 | Hitnotering (week 1 t/m 5): 16-12-2006 t/m 13-01-2007 Hitnotering (week 6 t/m 8): 19-12-2009 t/m 02-01-2010 | Hitnotering (week 1 t/m 5): 16-12-2006 t/m 13-01-2007 Hitnotering (week 6 t/m 8): 19-12-2009 t/m 02-01-2010 | Hitnotering (week 1 t/m 5): 16-12-2006 t/m 13-01-2007 Hitnotering (week 6 t/m 8): 19-12-2009 t/m 02-01-2010 | Hitnotering (week 1 t/m 5): 16-12-2006 t/m 13-01-2007 Hitnotering (week 6 t/m 8): 19-12-2009 t/m 02-01-2010 | Hitnotering (week 1 t/m 5): 16-12-2006 t/m 13-01-2007 Hitnotering (week 6 t/m 8): 19-12-2009 t/m 02-01-2010 | Hitnotering (week 1 t/m 5): 16-12-2006 t/m 13-01-2007 Hitnotering (week 6 t/m 8): 19-12-2009 t/m 02-01-2010 | Hitnotering (week 1 t/m 5): 16-12-2006 t/m 13-01-2007 Hitnotering (week 6 t/m 8): 19-12-2009 t/m 02-01-2010 | Hitnotering (week 1 t/m 5): 16-12-2006 t/m 13-01-2007 Hitnotering (week 6 t/m 8): 19-12-2009 t/m 02-01-2010 | Hitnotering (week 1 t/m 5): 16-12-2006 t/m 13-01-2007 Hitnotering (week 6 t/m 8): 19-12-2009 t/m 02-01-2010 | Hitnotering (week 1 t/m 5): 16-12-2006 t/m 13-01-2007 Hitnotering (week 6 t/m 8): 19-12-2009 t/m 02-01-2010 |
| Week: | 1 | 2 | 3 | 4 | 5 | | 6 | 7 | 8 | |
| --- | --- | --- | --- | --- | --- | --- | --- | --- | --- | --- |
| Positie: | 72 | 48 | 54 | 89 | 95 | uit | 74 | 20 | 9 | uit |

#### VlaamseUltratop 50
| Hitnotering: 09-12-2006 t/m 13-01-2007 | Hitnotering: 09-12-2006 t/m 13-01-2007 | Hitnotering: 09-12-2006 t/m 13-01-2007 | Hitnotering: 09-12-2006 t/m 13-01-2007 | Hitnotering: 09-12-2006 t/m 13-01-2007 | Hitnotering: 09-12-2006 t/m 13-01-2007 | Hitnotering: 09-12-2006 t/m 13-01-2007 | Hitnotering: 09-12-2006 t/m 13-01-2007 |
| Week:                                  | 1                                      | 2                                      | 3                                      | 4                                      | 5                                      | 6                                      |                                        |
| -------------------------------------- | -------------------------------------- | -------------------------------------- | -------------------------------------- | -------------------------------------- | -------------------------------------- | -------------------------------------- | -------------------------------------- |
| Positie:                               | 36                                     | 24                                     | 20                                     | 19                                     | 26                                     | 32                                     | uit                                    |

## Overige covers
Onder andere de volgende artiesten hebben ook een cover opgenomen van Last Christmas:

Alcazar; All About Eve; Arctic Monkeys; Ariana Grande, Ashley Tisdale; As One; Atomic Kitten; AXS; Billie; Birgit Õigemeel; BoA; The BossHoss; Brite Futures; Britt Nicole; Busted; Carrie Underwood; Cascada; Celtic Thunder; The Cheetah Girls, Christian Bautista; Coldplay; Corey Grandy; Dalida; Darren Hayes; Dexter Freebish; Djumbo; Erlend Øye; Exile; Fonda; Florence and the Machine, Glee Cast, Gregory Douglass; Hawk Nelson; Hilary Duff; Hitomi Shimatani; Human Nature; I Like Trains; J; Jamelia; Jan Johansen; Jimmy Eat World; JLS; Joe McElderry; John Holt; Keshia Chanté; Kimberley Locke; Kanute; Leigh Nash; Little Boots; Madsen; Masterboy; The Maine; Manic Street Preachers; Seiko Matsuda; Max Raabe; Metro Station; Moon Hee Jun; Nell; Nicole; The Only Way is Essex; The Ordinary Boys; Parenthetical Girls; Andrzej Piaseczny; Mietek Szcześniak, Kuba Badach & Andrzej Lampert; Piccolo Coro dell'Antoniano; The Puppini Sisters; Q;indivi; Raunchy; Richard Cheese; Richard Poon; Romina Power; Roses Are Red; Rumble Fish; Sammi Cheng; Savage Garden; Spagna; Schnuffel; Strelki; Taylor Swift; F.I.R.; The Three Degrees; Thirteen Senses; Michie Tomizawa; Travis; 2-4 Family; 2PM; Vedera; Victoria Asher; The Ventures; The Violet Burning; Yoko Watanabe; Yuji Oda & Butch Walker; Natasha Bedingfield; Carly Rae Jepsen.

## Trivia
Een instrumentale versie van Last Christmas zit als "demo" geprogrammeerd in de SHS-110-keytar van Yamaha.
In het instrumentale gedeelte van de originele gezongen versie van dit nummer is een schoonheidsfoutje te horen dat vermoedelijk in de opnamestudio ontstond. De muziek klimt tijdens dat instrumentale gedeelte ongeveer een kwarttoon de hoogte in, waardoor het nummer ongewoon vals klinkt.
Sinds 2010 wordt elk jaar van 1 t/m 24 december de challenge Whamageddon georganiseerd. Hierbij is het de bedoeling om in deze periode zo lang mogelijk het horen van Last Christmas (versie van Wham) te vermijden. Zodra een deelnemer aan deze challenge het nummer hoort is deze direct af en moet dit op sociale media gezet worden.
In 2024 gebruikte supermarktketen Albert Heijn Last Christmas voor zijn kerstreclamespot. Hierin is ook een deel van de clip te zien.